# Windhoek-Zentral

Osteingang des Wernhil-Park-Einkaufszentrums, Post Street Mall

Windhoek-Zentral (englisch Windhoek-Central, afrikaans Windhoek-Sentraal) meist Central Business District (CBD), ist der Innenstadt-Bezirk von Windhoek und historisches Zentrum der Hauptstadt von Namibia. Windhoek-Zentral ist das wirtschaftliche, politische und kulturelle Zentrum der Stadt und Sitz vieler Regierungs- und Verwaltungsgebäude. Es ist zudem Sitz der Stadtverwaltung Windhoeks.
Im äußersten Süden von Windhoek-Zentral liegt an der Grenze zum Südlichen Industriegebiet und Suiderhof der historisch wichtige Ausspannplatz, der nach den früher hier ausgespannten Ochsen und Pferden benannt wurde. Von ihm erstreckt sich die Independence Avenue, die wichtigste Einkaufs- und Geschäftsstraße der Stadt, nach Norden.
Mit dem Wernhil Park (39.000 Quadratmeter, 1400 Parkplätze) befindet sich hier das zweitgrößte Einkaufszentrum des Landes.

## Sehenswürdigkeiten
- Tintenpalast und Parlamentsgärten
- Oberster Gerichtshof
- Evangelische Christuskirche
- Katholische Marien-Kathedrale
- Nationalgalerie von Namibia
- Nationalmuseum von Namibia
- Reiterdenkmal
- Alte Feste
- Zoo Park